# Osmachka
Osmachka war ein älteres russisches Volumen- und Getreidemaß. Der bestimmende Tschetwert änderte in den Jahrhunderten seinen Wert, insbesondere bei Roggen, Grütze und bestimmte Mehle.
- 1 Osmachka = 5 Tschetweriks = 131,192835 Liter
  - 1 Tschetwert = 1 3/5 Osmachka = 209,908539 Liter